# Phlegmatospermum
Phlegmatospermum là chi thực vật có hoa trong họ Cải.